# Laignes
Laignes – miejscowość i gmina we Francji, w regionie Burgundia-Franche-Comté, w departamencie Côte-d’Or.
Według danych na rok 1990 gminę zamieszkiwały 904 osoby, a gęstość zaludnienia wynosiła 23 osoby/km² (wśród 2044 gmin Burgundii Laignes plasuje się na 257. miejscu pod względem liczby ludności, natomiast pod względem powierzchni na miejscu 77.).